# Pierre de l'éloquence

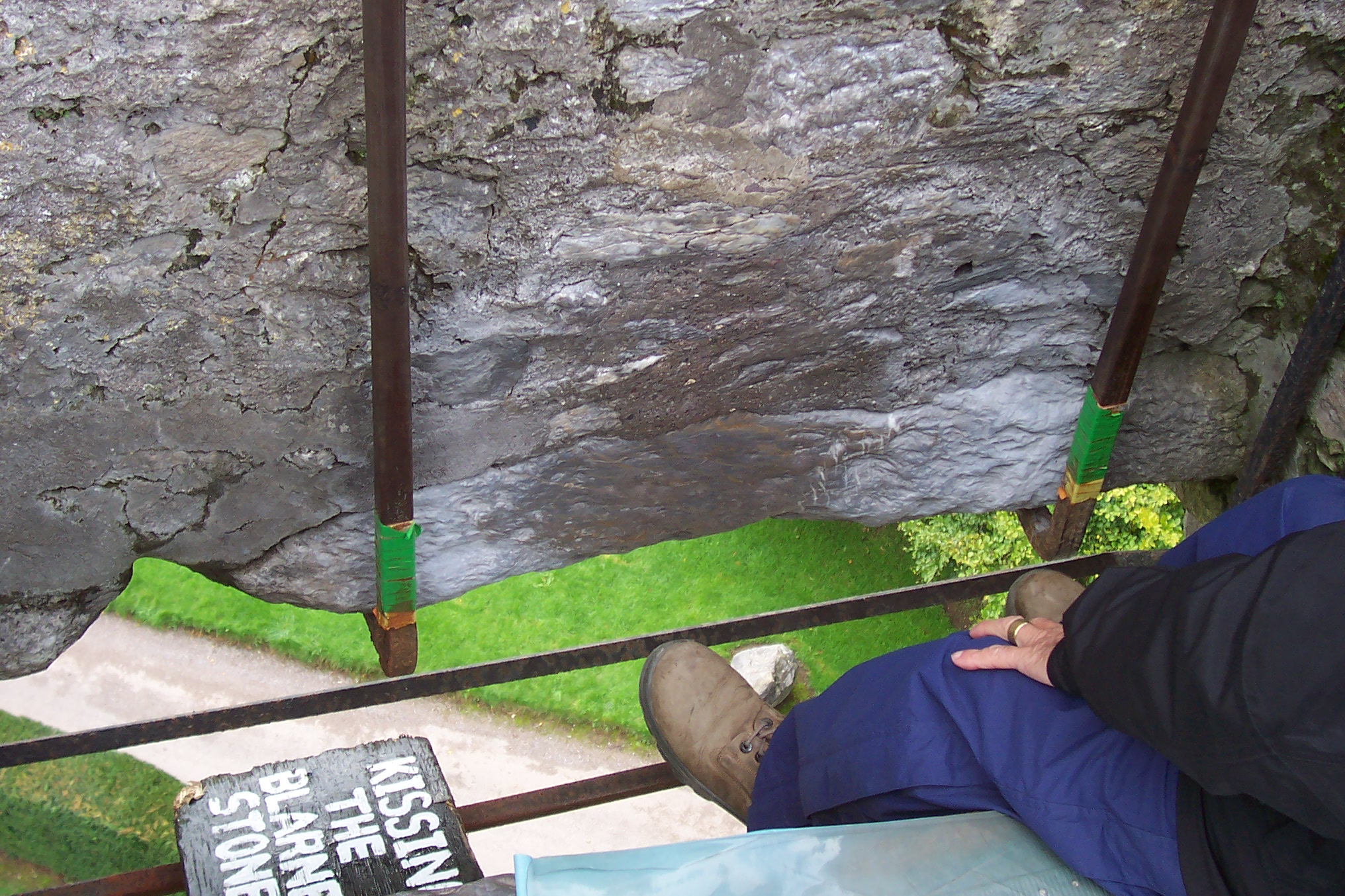
La Pierre de l'éloquence.

La Pierre de l'éloquence ou Pierre de Blarney (irlandais : Cloch na Blarnan, anglais : Blarney Stone) est une pierre qui est intégrée aux créneaux du château de Blarney, en Irlande, dans la ville de Blarney près de Cork. Selon la légende, le fait d'embrasser la pierre en ayant la tête en bas donnerait le don de l'éloquence.

## Origines

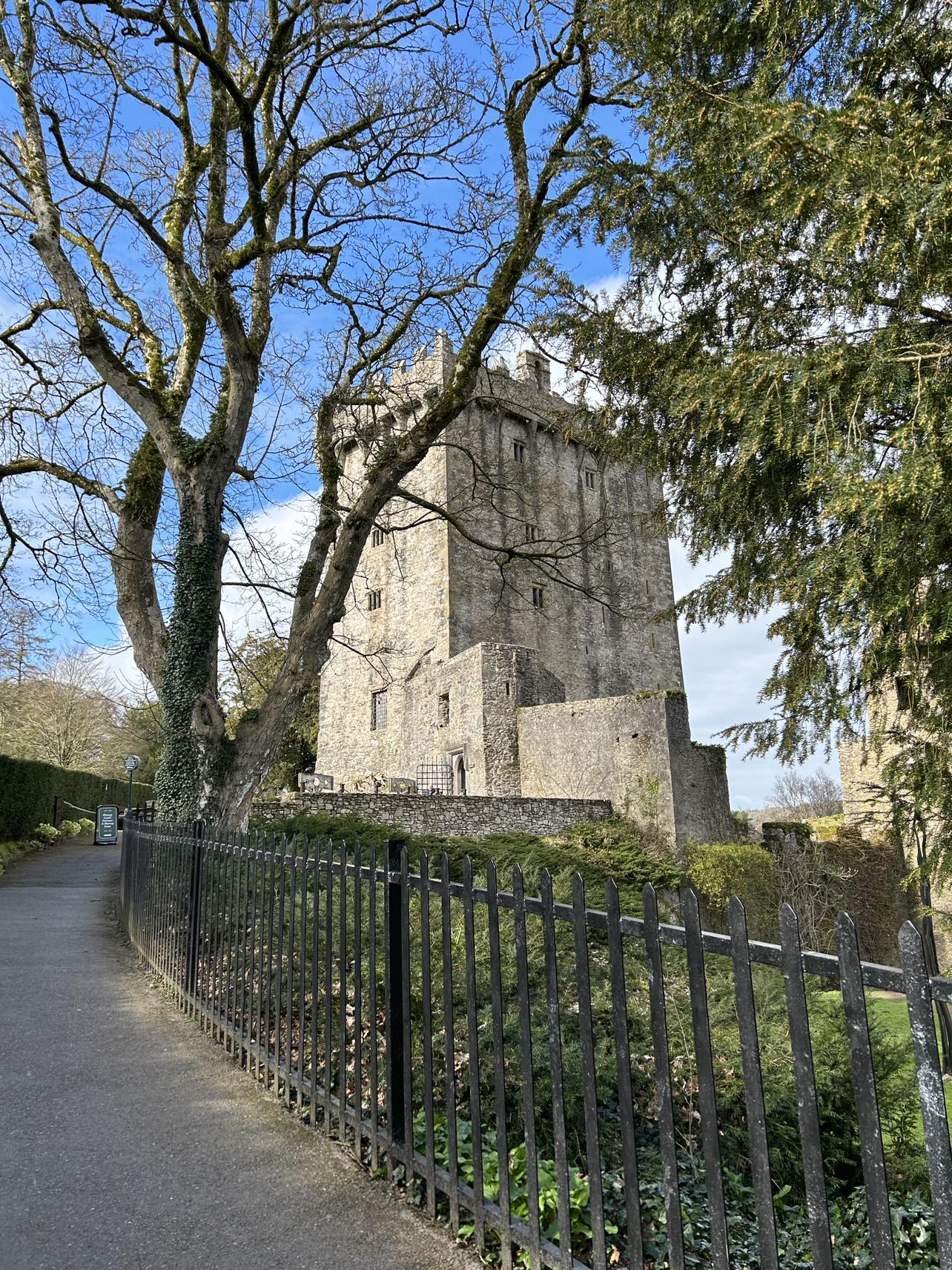
Le Château de Blarney où se trouve la Pierre de l'éloquence.

L'histoire veut que le bâtisseur du château de Blarney, Cormac Laidir MacCarthy, ait appelé à l'aide la déesse Cliodhna, pour l'aider lors de son procès. Celle-ci lui aurait conseillé d'embrasser la première pierre qu'il trouverait au matin sur son chemin vers le tribunal. Il suivit son conseil et gagna son procès grâce à son éloquence. MacCarthy a ensuite incorporé la pierre au parapet du château qu'il était en train de construire.
Sur leur site, les propriétaires du Château de Blarney listent plusieurs autres explications à l'origine de la pierre. Beaucoup supposent que la pierre était originellement présente en Irlande, puis qu'elle a été emportée en Écosse avant d'être ramenée en Irlande en 1314. D'autres suggèrent que la pierre aurait été offerte à Cormac MacCarthy par Robert Ier d'Écosse en 1314 en récompense de son aide lors de la Bataille de Bannockburn,. Cette légende suppose que la pierre serait un morceau de la Pierre du destin et aurait été installée au château MacCarthy à Blarney. Toute colorée qu'elle peut être, cette légende ne prend pas en compte le fait que la pierre aurait été enlevée d'Écosse dix-huit ans avant la bataille de Bannockburn.

## Rituel
Embrasser la pierre n'est pas aisé. En effet, pour poser les lèvres sur la pierre il faut d'abord monter jusqu'en haut du château et ensuite s'assoir sur le rebord du parapet et se pencher la tête en bas, avec l'aide d'une autre personne.

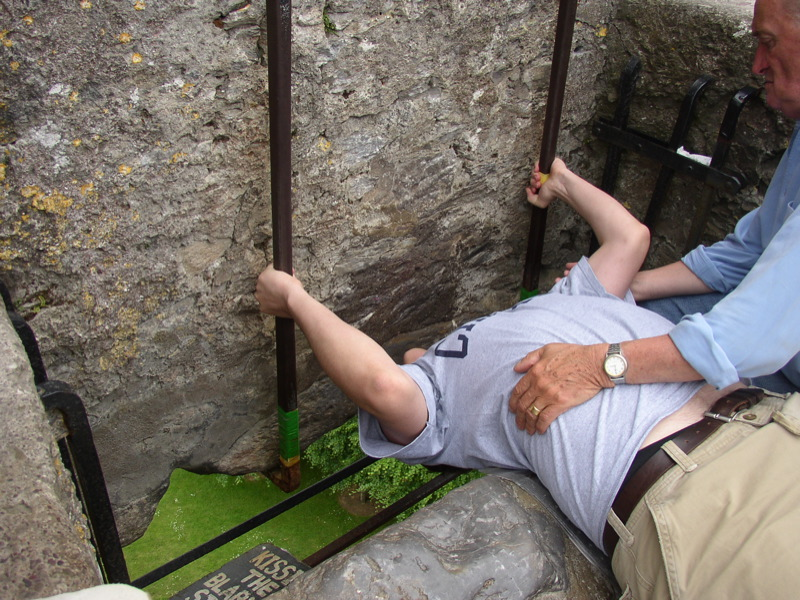
Quelqu'un embrassant la pierre.
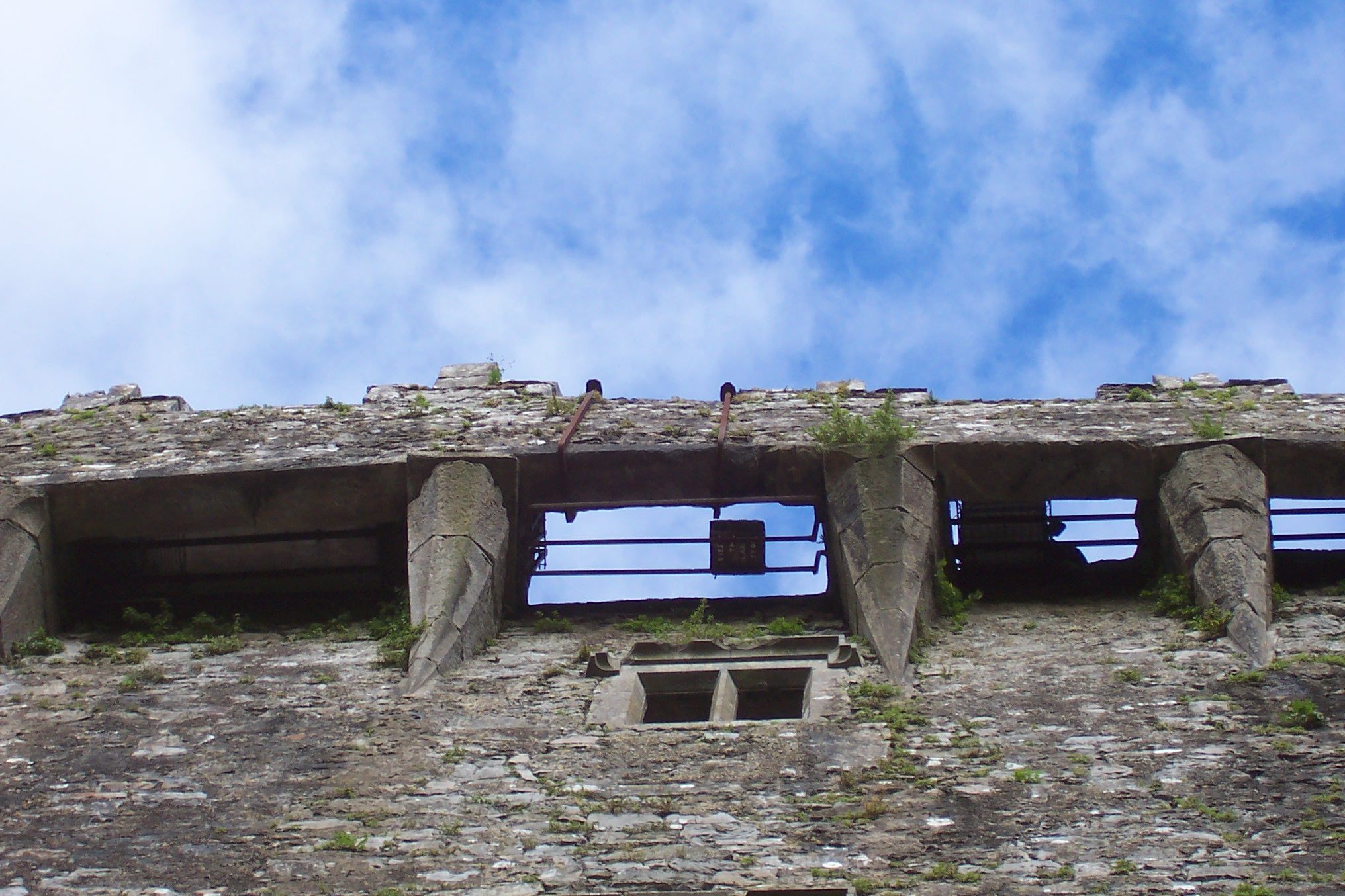
Vue de la Pierre de l'éloquence depuis le sol.